# HTC One Mini

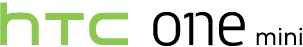
Логотип HTC One Mini

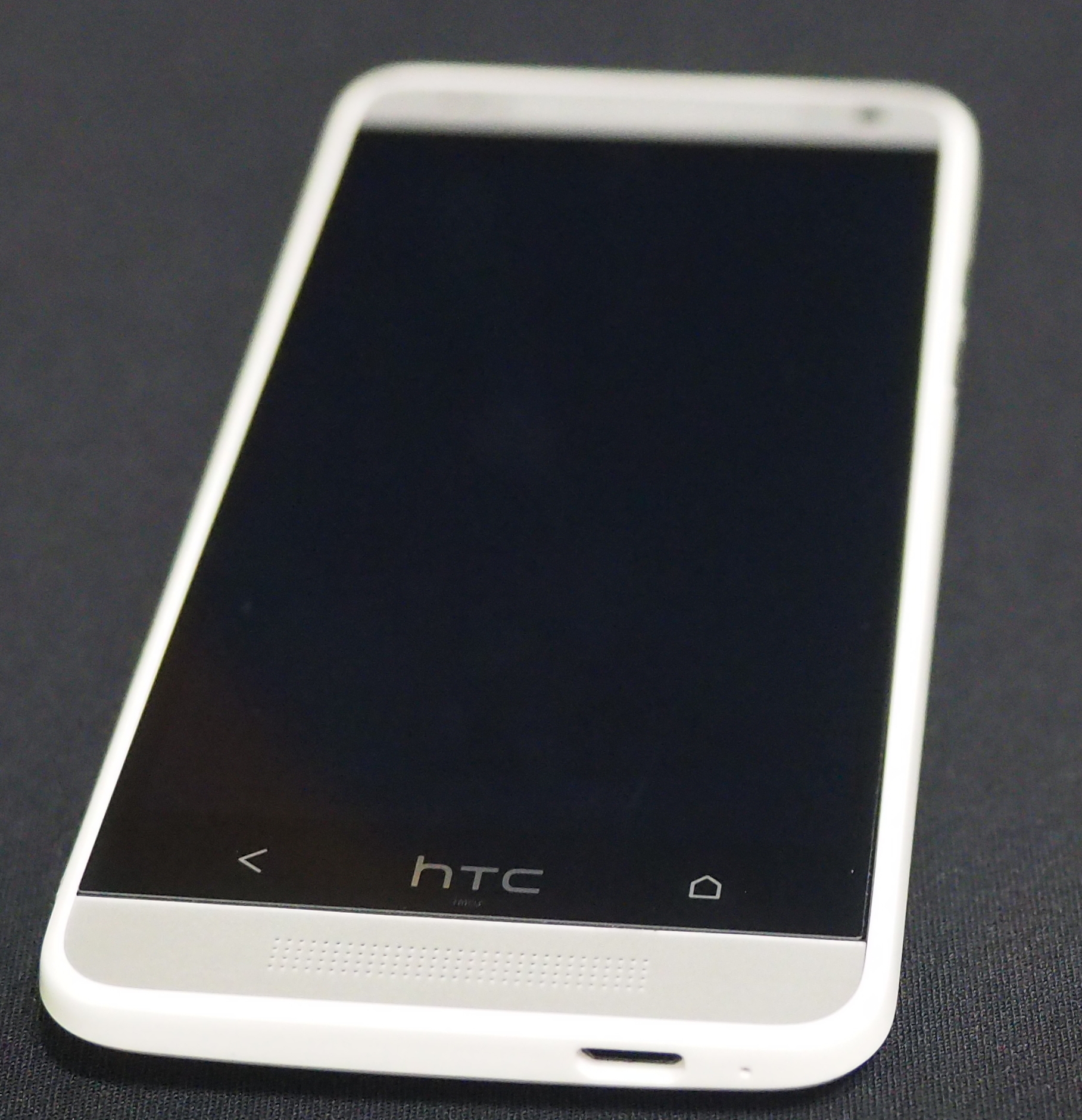
HTC One mini

HTC One Mini — это Android-смартфон, разработанный и произведенный компанией HTC. HTC One Mini, также известный как HTC M4, HTC 601e или HTC 601s, представляет собой средний вариант флагманского высококлассного смартфона HTC 2013 года — HTC One M7. Таким образом, HTC One Mini был разработан, чтобы обеспечить общее впечатление, максимально похожее на его высококлассный аналог, и при этом иметь конкурентоспособную цену по сравнению с другими смартфонами в этом диапазоне. Официально представленный 18 июля 2013 года, HTC One Mini был выпущен на отдельных рынках в августе 2013 года, а в сентябре 2013 года последовал глобальный выпуск.

## Разработка и выпуск
После успешного запуска HTC One компания HTC планировала расширить свой дизайн и технологии до «семейства устройств». В частности, президент HTC North America Майк Вудворд указал, что потребители просили уменьшенную версию HTC One с момента его запуска. HTC разработала One Mini, чтобы обеспечить «точно такой же опыт», как и HTC One M7, без «компромиссов» по средней цене.
В декабре 2013 года One Mini был запрещен к продаже в Соединенном Королевстве в результате иска Nokia о нарушении патентных прав. Хотя это решение также затронуло HTC One, запрет на его продажу был приостановлен судом до рассмотрения апелляции; судья указал, что запрет на продажу HTC One негативно скажется на компании в связи с подготовкой к выпуску её преемника.

## Характеристики
В HTC One Mini используется почти такой же дизайн цельного корпуса, что и в HTC One, и он включает в себя аппаратные функции, впервые представленные в HTC One, такие как двойные фронтальные стереодинамики BoomSound и 4-мегапиксельную заднюю камеру с датчиком изображения UltraPixel. Внутри One Mini оснащен двухъядерным процессором Qualcomm Snapdragon 400 с тактовой частотой 1,4 ГГц, 1 ГБ оперативной памяти, 4,3-дюймовым экраном с разрешением 720p и плотностью пикселей 341 ppi, не имеет инфракрасного излучателя и NFC, использует меньшую батарею емкостью 1800 мАч. и содержит 16 ГБ нерасширяемой памяти. One Mini поставляется с версией Android 4.2.2 KitKat и HTC Sense 5.0, почти идентичной версии HTC One.

## Прием
Ранние обзоры HTC One Mini были положительными и хвалили HTC за адаптацию премиального дизайна HTC One к меньшему форм-фактору, а также хвалили дисплей One Mini и общую производительность, которые были почти неотличимы от его высококлассного аналога. В то время как журнал PC Magazine испытывал проблемы с качеством изображения на задней камере на опытной модели, One Mini считался хорошим конкурентом аналогичному Samsung Galaxy S4 Mini из-за более качественной сборки One Mini и экрана высокой четкости.